# Allomyia sajanensis
Allomyia sajanensis là một loài Trichoptera trong họ Apataniidae. Chúng phân bố ở miền Cổ bắc.